# Uprava za posebne operacije
Uprava za posebne operacije (izvirno angleško Special Operations Executive, kratica SOE) je bila britanska tajna služba za pomoč odporniškim gibanjem in druge prikrite operacije proti silam osi v drugi svetovni vojni. 

## Nastanek
Ustanovljena je bila julija 1940 z združitvijo propagandnega oddelka zunanjega ministrstva, raziskovalnega oddelka vojnega ministrstva in majhnega, toda zelo aktivnega oddelka Secret Intelligence Service, ki je bil ustanovljen oktobra 1939 »za preučitev vseh možnosti , kako napadati potencialne sovražnike tudi drugače, ne samo z vojaškimi operacijami«, predvsem v Nemčiji. Avgusta 1941 so propagando ločili od SOE in jo preoblikovali v Political Warfare Executive. takrat je SOE že delovala po vsem svetu. Natančno številčno stanje osebja službe ni znano. na začetku leta 1944 je imela verjetno okoli 13.000 ljudi, od tega okoli 3.000 žensk. Njen vpliv bil v primerjavi s številčnostjo osebja mnogo večji. Večina žensk je bila zaposlena pri šifrah in prenašanju vesti, druge so bile šoferke, izjemno sposobne so bile štabne oficirke, nekatere najpogumnejše pa so delovale kot tajne agentke, po navadi zelo uspešno.
Novačenje je potekalo bolj ali manj po naključju. Zvečine so bili to državljani, kjer jim je bilo potem odrejeno delo. Ostali pa so morali gladko govoriti jezik tiste dežele, da so se lahko izdajali za domačine. Skoraj vsi so se izurili za delo v Veliki Britaniji. Posebne šole v južnem delu Anglije in na zahodni obali Škotske so imele na skrbi napol vojaško vzgojo agentov: učili so se uporabljati lahko orožje' izvajati diverzije in sabotaže, bojevati se, alpinizma, navigacije, skakanja s padalom in kako naj se obnašajo v ilegali: kako naj spreminjajo identiteto, kako naj zasledujejo sumljive osebe, kako naj skušajo pobegniti. Poglavitne značilnosti te službe so bile poleg stroge tajnosti velika mobilnost, velika domiselnost in dober občutek za podtalno delovanje.

## Delovanje
Služba SOE je imela med drugim pomembno vlogo s podpiranjem odporniškega gibanja na Norveškem, z organiziranjem in podpiranjem odporniškega gibanja na Danskem ter z oboroževanjem in podpiranjem odporniškega gibanja v Belgiji in Franciji. Samo v Francijo je SOE poslala 1.800 agentov in 10.000 ton materiala, večidel vojaško orožje. Na Nizozemskem je najprej doživela hud poraz, ki je bil nadoknaden šele kasneje V Italiji se je njena dejavnost pred Mussolinijevim padcem zmanjšala , potem pa se okrepila. V Nemčiji in Avstriji ni mogla storiti skoraj ničesar, ker je potrebovala za delo v širšem obsegu vsaj majhno pomoč oziroma sodelovanje prebivalstva. Poljska, ki je bila na skrajni meji dosega britanskega vojnega letalstva je velikokrat spravila službo SOE v hudo zagato. V Grčiji so se agentje SOE prizadevali vzdrževati zvezo med skupinami odporniškega gibanja, ki so bili med seboj sprte, in sklenili podpreti monarhiste proti komunistom. Istočasno so onstran grške meje podpirali Titove partizane proti četnikom Draže Mihajlovića. Ti dve na videz protislovni odločitvi sta bili vsaka zase povsem upravičeni, ker je šlo za to, kako bi čim hitreje premagali Tretji rajh in pospešili Hitlerjev padec. O dejavnost SOE v Aziji in Afriki je manj podatkov.

## Sodelovanje z zavezniškimi službami
Služba SOE je zato dobro sodelovala z ameriško tajno službo OSS, ki je bila delno organizirana po njenem zgledu. Ti dve organizaciji sta ustanovili več skupnih štabov, ki so vodili nekatere skupne operacije. Od ruske NKVD pa SOE ni nikoli nič dobila, niti v zameno za tisto, kar mu je poslala. Z begunskimi vladami v Londonu in Kairu je imela redne odnose, ki pa so bili glede na potrebo po usklajevanju stališč redkokdaj lahki, včasih pa so bili celo mučni. Večina evropskih držav je gledala z nezaupanjem na vse britanske tajne službe. SOE je bila ukinjena januarja 1946.